# Blombach-Lohsiepen
Das Wuppertaler Wohnquartier Blombach-Lohsiepen  ist eines von sechs Quartieren des Stadtbezirks Ronsdorf.

## Geographie
Das 1,47 km² große Wohnquartier wird von der Parkstraße (Landesstraße 419), der Blombachtalbrücke, der Bahnstrecke Wuppertal-Oberbarmen–Opladen, der Erbschlöer Straße und der Lüttringhauser Straße umschlossen. Während der Südosten des Wohnquartiers als Teil der Ronsdorfer Innenstadt stark besiedelt ist, wird der nördliche Teil von einem großen Gewerbegebiet eingenommen. Im Osten finden sich der eher ländliche Weiler Blombach, im Westen des Wohnquartiers das Wohngebiet Lohsiepen.
In der Kratzkopfstraße befindet sich eine Gemeinschaftsgrundschule.
Namensgebend für das Wohnquartier sind der hier entspringende Blombach mit der gleichnamigen Ortschaft. Eine Anschlussstelle der Landesstraße 419 an die Bundesautobahn 1 ist in Planung.